# Готьє Грум'є
Готьє Грум'є (фр. Gauthier Grumier; нар. 29 травня 1984 року, Невер, Франція) — французький фехтувальник (шпага), олімпійський чемпіон та бронзовий призер Олімпійських ігор 2016 року, чотириразовий чемпіон світу та п'ятиразовий чемпіон Європи, призер чемпіонатів світу та Європи.

## Виступи на Олімпіадах
| Олімпіада   | Дисципліна          | Місце |
| ----------- | ------------------- | ----- |
| Лондон 2012 | індивідуальна шпага | 17    |
| Ріо 2016    | індивідуальна шпага | 3     |
| Ріо 2016    | командна шпага      | 1     |